# Иркутско-Забайкальская епархия
Ирку́тско-Забайка́льская епа́рхия — каноническое и структурно-территориальное подразделение Русской православной старообрядческой церкви на территории Иркутской, Читинской и Амурской областей (до октября 2022 года), а также Республик Бурятия и Саха (Якутия).

## История
Начиная с 1850-x годов земли за Байкалом постепенно заселялись старообрядцами различных согласий. Эти миграционные процессы вначале негласно, а потом всё более явно, поощрялись правительством России. Целыми сёлами переселялись «paскольники» на Дальний Восток.
В 1910 году состоялся I Съезд амурских старообрядцев на котором было принято решение о ежегодном проведении Съездов старообрядцев в дальневосточных землях России. Во время I-го епархиального съезда было принято также решение в случае учреждения епархии, разместить епископскую кафедру в деревню Бардагон (ныне Свободненский район, Амурская область).
В 1911 году в деревне Бардагон Амурской области состоялся II Восточно-Амурский съезд. На этом Съезде духовенство и миряне Дальнего Востока приняли решение обратиться к Освященному Собору Древлеправославной Церкви Христовой с просьбой о создании на Дальневосточной территории самостоятельной епископской кафедры. К этому времени только в Амурской области насчитывалось более 20 белокриницких приходов, в которых служило 10 священников, что позволяло дальневосточным старообрядцам достойно содержать собственного архиерея.
Освященный Собор Древлеправославной Церкви Христовой 1911 года удовлетворил просьбу христиан Дальнего Востока и учредил епархию Амурско-Иркутскую и всего Дальнего Востока (в разные годы и в разных источниках встречаются различные её названия — «епархия Восточной Сибири»; «епархия Иркутская и всея Восточныя Сибири», «епархия Иркутско-Амурская и всего Дальнего Востока»), в состав которой вошли приходы Амурской, Приморской, Забайкальской и Якутской областей, Иркутской губернии. 14 декабря 1911 года было принято решение о рукоположении в сан епископа священноинока Иосифа (Антипина).
18 декабря 1911 года в храме Рождества Христова на Рогожском кладбище архиепископом Московским Иоанном (Картушиным) и епископом Рязанским и временно Петроградским Александром (Богатенко) хиротонисан во епископа Амурско-Иркутского и всего Дальнего Востока.
Центром новой епархии изначально был выбран Иркутск, однако по ряду причин это место не подошло. А когда новоназначенный епископом епископ Иосиф лично, верхом на лошадях, по многу недель не слезая с седла, объехал все места епархии, то остановил он своё внимание на селе Бардагон. Это село и стало местом его жительства на долгие годы… Миссионерская деятельность нового епископа дала плоды. Уже к середине 1912 года только на территории Амурской области появилось двадцать новых приходов РПСЦ.
До 1920 года в епархии было построено более 10 храмов: в городах Владивостоке, Иркутске, Магадане; в Забайкалье — в сёлах Тарбагатай, Куйтун; в Приамурье — селах Климоуцы, Нылга, Покровка, Семёновка, селе Марковка. Открывались общины, освящались молитвенные дома.
В начале 1920-х годов очевидность прихода советской власти на Дальний Восток стала неизбежной. С остатками белой армии началась интенсивная эмиграция старообрядцев в Китай. В 1917 году старообрядцы проживающие в Харбине, объединились в приход, образовав в «самом русском китайском городе» общину в честь св. ап. Петра и Павла. В том же году они обратились к старообрядческому епископу Амурско-Иркутскому и всего Дальнего Востока Иосифу (Антипину) с просьбой направить к ним приходского священника. Идя навстречу просьбе маньчжурских старообрядцев, епископ предписал священнику Николо-Александровского прихода села Красный Яр, Суражевского подрайона Амурской области (храма во Владивостоке ещё не было) о. Артемию Соловьёву исполнять духовные требы как в Харбине, так и по всей Маньчжурии.
События 1919—1920 годов разворачивающиеся на Амуре, заставили также и епископа Иосифа покинуть село Бардагон. В середине 1919 года он выехал в Хабаровск, а позже — в Приморье: во Владивосток, Никольск-Уссурийский, а позже — в Харбин.
После кончины 14 января 1927 года епископа Иосифа (Антипина), временно в 1927—1929 епархией управлял епископ Уральско-Оренбургский Амфилохий (Журавлёв). 6 мая 1929 года в г. Томске в Успенской церкви хиротонию нового епископа для Дальнего Востока Афанасия (Федотова) совершили епископ Томско-Алтайский Тихон (Сухов) и епископ Амфилохий (Журавлёв).
После ареста в 1937 году епископа Афанасия (Федотова) был ликвидирован приход в Тарбагатае, перестала существовать обширная Иркутско-Амурская и всего Дальнего Востока епархия.
Решением Освященного Собора от 20-22 октября 1999 года, установившего границы епархий, Иркутская область вошла в состав Новосибирской и всея Сибири епархии, а Бурятия, Читинская область, Якутия и Амурская область — в состав Уссурийской и всего Дальнего Востока епархии.
В 2001 году в селе Бардагон на том месте, где некогда стоял православный старообрядческий храм святых Петра и Павла, местными жителями был установлен поклонный крест, на каменной плите у подножия которого выбито: «В годовщину 90-летия Дальневосточной епархии Русской Православной Старообрядческой церкви».
22 октября 2010 года решением Архиерейского собора РПСЦ титул правящего архиерея Уссурийской и всего Дальнего Востока епархии был восстановлен в соответствии с историческим — «Иркутско-Амурский и всего Дальнего Востока» с включением в неё Иркутской области, при этом епископская кафедра располагалась в Хабаровске.
Епархия была образована решением Освященного Собора от 21 октября 2014 года, путём разделения Иркутско-Амурской и всего Дальнего Востока епархии.

## Епископы
- Иосиф (Антипин) (18 декабря 1911 — 14 января 1927)
- Климент (Логвинов) (осень 1926 — осень 1927) в/у
- Амфилохий (Журавлёв) (1927—1929) в/у, епископ Уральско-Оренбургский
- Афанасий (Федотов) (6 мая 1929 — 18 апреля 1938), в 2003 году причислен к лику святых[11]
- Патермуфий (Артемихин) (21 октября 2014 — 22 октября 2024)